# باتارازا
باتارازا (به لاتین: Bataraza) یک شهر در فیلیپین است که در پالاوان واقع شده است.

## خصوصیات
باتارازا ۷۲۶٫۲۰ کیلومترمربع مساحت و ۶۳٬۶۴۴ نفر جمعیت دارد.